# Dorotea (Svezia)
Dorotea è una cittadina (tätort) della Svezia settentrionale, situata nella contea di Västerbotten; è il capoluogo amministrativo della municipalità omonima.